# Sinfonía n.º 2 (Skriabin)

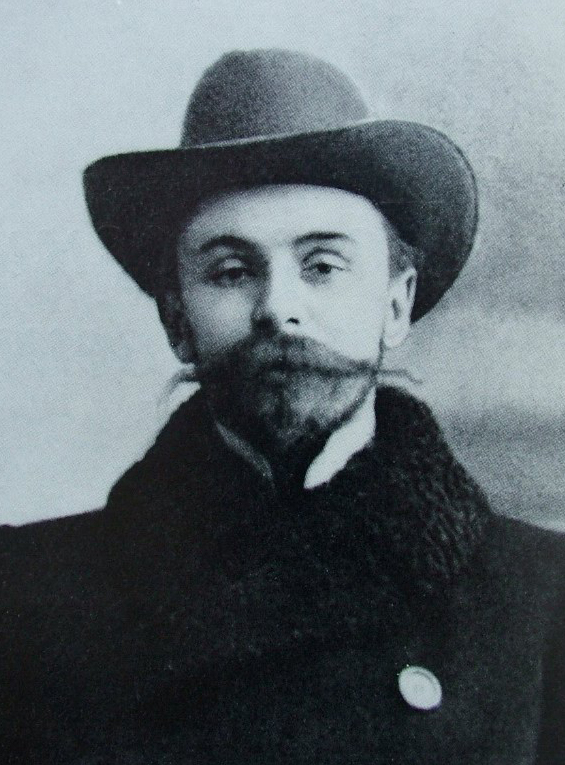
Skriabin en 1903.

La Sinfonía n.º 2 en do menor, Op. 29 fue compuesta por Aleksandr Skriabin en 1901.

## Historia

### Composición
La sinfonía fue compuesta en gran parte en Moscú en el verano de 1901, durante las vacaciones semestrales del Conservatorio de Moscú, donde el compositor era profesor de piano desde 1898. La primera sinfonía compuesta en el año anterior terminaba con un final coral y el compositor inicialmente planeó abrir su nueva sinfonía con partes vocales. Sin embargo, el patrocinador y editor de Skriabin, Mitrofan Beljajew, le aconsejó con urgencia que no lo hiciera y también le recomendó que no dirigiera el estreno mundial él mismo, como pretendía originalmente Skriabin, debido a su falta de experiencia.

### Estreno
El estreno se celebró el 12.jul./ 25 de enero de 1902greg. en San Petersburgo bajo la dirección de Anatoly Lyadov. 

## Instrumentación
La partitura está escrita para una orquesta formada por:
- Viento madera: 3 flautas (la 3ª doblando al flautín), 2 oboes, 3 clarinetes en la y si bemol, 2 fagotes.
- Viento metal: 4 trompas en fa, 3 trompetas en si bemol, 3 trombones, 1 tuba.
- Percusión: timbales, tam-tam.
- Cuerda: una sección de cuerdas con violines I y II, violas, violonchelos y contrabajos.

## Estructura y análisis
La sinfonía consta de cuatro movimientos:
- I. Andante, en do menor 4
4
- II. Allegro, en mi bemol mayor 6
8
- III. Andante, en si mayor 6
8
- IV. Tempestoso, en fa menor 12
8
- V. Maestoso, en do mayor 4
4

La interpretación de esta obra dura aproximadamente entre 50 minutos. La Sinfonía n.º 1 tenía 6 movimientos, pero la Sinfonía n.º 2 en cinco movimientos se puede interpretar como un modelo sinfónico clásico de cuatro movimientos con una introducción lenta independiente. Arquitectónicamente, se caracteriza por una idea cíclica que vincula el primer y último movimiento en particular con un "tema principal", mientras que el 2º y 4º movimiento también están relacionados temáticamente (y aquí, también, el leitmotiv aparece en una forma transformada). Solo el tercer movimiento como centro de la obra tiene en gran parte material independiente de esos motivos. Este paréntesis de leitmotivs no es una idea nueva de Skriabin, César Franck (Sinfonía en re menor) y Chaikovski (Sinfonía n.º 5) ya eran similares. El uso frecuente de Skriabin de acordes alterados altos y bajos desdibuja los contrastes entre mayor y menor en algunos lugares, que también sigue estilísticamente los pasos de Richard Wagner, Chaikovski y la escuela de César Franck, lo que puede haber contribuido a la recepción incomprendida de la obra por parte de sus contemporáneos. 

### I.Andante
El “tema rector” que caracteriza gran parte de la sinfonía aparece al principio del movimiento (en realidad un rondó) en una forma sombría y elegíaca en el clarinete bajo y también tiene una influencia más fuerte en el resto del movimiento que el segundo tema más episódico introducido por el violín solo.

### II.Allegro
El segundo movimiento attacca y utiliza una forma sonata regular que combina un tema principal inquieto y urgente con un tema secundario cantabile en el clarinete.

### III.Andante
El movimiento medio es muy expresivo, predominantemente pastoral, nuevamente usa la forma sonata y casi presagia a Olivier Messiaen en sus cantos de pájaros diferenciados y naturalistas en la flauta al comienzo del movimiento (que también se repiten brevemente al final).

### IV.Tempestoso
Está tematizado con el tema principal del segundo movimiento. El tema de cuerda hosco caracteriza el curso de este movimiento, que asume el papel de scherzo. La estructura a modo de rondó se superpone con elementos de sonata.

### V.Maestoso
En el final el leitmotiv aparece ahora triunfante en una marcha en do mayor para toda la orquesta y conduce el movimiento, que forma formalmente una sonata rondó, “en el tono de los Maestros cantores de Wagner” hasta la apoteosis final.

## Recepción de la obra
Tras el estreno, la obra encontró una recepción bastante tibia en la audiencia. Después de la primera interpretación en Moscú en 1903 bajo la dirección de Vasily Safonov, la tía de Skriabin, Lyubov Alexandrovna, le informó: "Cuanto más se enfurecieron algunos, más aplaudieron los demás". El director del estreno, Lyadov, le escribió a Belyayev, probablemente en parte en serio, en parte en broma: “¡El diablo sabe lo que es eso! Skriabin puede estrechar la mano audazmente a Richard Strauss […] Después de Skriabin, Wagner se ha convertido en un niño con un chillido agradable."
El ex profesor de composición de Skriabin, Anton Arensky, escribió sobre "tonterías" y dijo: " [...] en lugar de "Symphonie" debería haber sido impreso "Kakophonie"" [...]. Juri Engel, uno de los primeros biógrafos de Skriabin, afirmó que se trataba de "música para los diez mil superiores, lejos de la extensión saludable de los campos y bosques, cultivada en la atmósfera refinada y nerviosa de la ciudad bochornosa [...] pero se puede sentir el amanecer algo nuevo, el afán por romper las cadenas de lo existente […]”